# Рама
Рама або Рамачандра (санскр. राम, «чарівний») — сьомий канонічний аватара Вішну.

## Походження
Це одна з найпопулярніших інкарнацій Вішну. Рама, син Дашаратгі, цар Айдітті-Вайю, герой великого індійського епосу Рамаяни Рама — досконалий цар, син і брат. Рамаяна описує сказання про цього незрівнянного принца та його прекрасну і доброчесну дружину Сіту.
"Цар! Дитя, народжене на радість Каушалья, подарує цю радість всьому світові. Його чесноти принесуть всім розраду і спокій, блаженство і щастя.
Для всіх йогинів, провидців і брахмачарі перетвориться Він в джерело невичерпної благодаті. Тому з цього моменту нехай буде Він названий «РАМА» — «Той, що дарує радість».
«Син Каушальї був народжений у найсприятливіший момент: Уттараян (Священну половину року), місяця Чайтра, в понеділок, на дев'ятий день світлого місяця, коли зірка Пунарвасу перебувала в Сімха-лагні (зодіакальному сузір'ї Лева), в період абхіджіт (період перемоги) ; світ перебував у щасливому благоденстві і рівновазі Природи — не було ні спеки, ні посухи, ні холоду. Син Кайкеї народився наступного дня того ж місяця Чайтра, тобто на десятий день висхідного місяця, у вівторок, в період гандхайога . На третій день з'явилися близнюки: це був той же місяць Чайтра, одинадцятий день молодика, зірка Аслеша, період вріддхійога.»
Рама виступає як уособлення абсолюту — брахмана. До кінця неясно, чи усвідомлював сам Рама свою божественну сутність. Мета його приходу у світ (за однією з версій) — дати зразок ідеального правителя, який, незважаючи на обставини, дотримується Закону (Дгарми).
Відповідно до Вальмики Рамаяна, Рама народився в Айодхї, Індії, на 9-й день (в даний час відзначається по всій Індії як Рам Навамі) Чайтра місячного місяця (березень -квітень), коли Місяць і Юпітер росли на сході в Раку і чотири інші планети (Сонце, Марс, Сатурн, Венера) були високі в їх знаках екзальтації . Якщо розуміти буквально, це дало б (за розрахунками програмного забезпечення, в яких календар із нульовим роком) в дату народження для Рами є 12 год 9 січня 5114 до н. е. і накшатра Пунарвасу (Punartham). Пурани дають ще ранішу дату.
Пушкар Бхатнагар досліджував час народження Господа Рами. За його словами згадана в Рамаяні дата народження Господа Рами відбулася в небі 10 січня 5114 до нашої ери.
За різними Пуранами Господь Рама народився в Трета — юги. Навіть якщо припустити, що Господь Рама народився наприкінці Трета — юги, загалом минуло 869 114 (864 000+ 5114) сонячних років. На думку деяких інтерпретаторів вчення, війна між Рамою і Раваною відбулося 880 155 сонячних років тому. Водночас відомо, що «Рамаяна» в усній традиції сягає до середини ІІ тисячоліття до н. е. Так що вже до моменту складання найраніших частин Рамаяни образ Рами встиг міфологізуватись, тож вичленувати історичні моменти з цієї історії доволі складно.

## Іконографія

### Загальне
Шрі Рама стоїть в позі трібганґа (тіло вигнуте в трьох місцях).

### Руки
Має дві руки. Права тримає стрілу, ліва — лук.

### Корона
Рама носить кіріта-корону.

### Супутники
Сіта — його дружина Сіта прямо стоїть з правої сторони від нього. У висоту вона доходить до плеча Рами. У лівій руці вона тримає блакитний лотос, у той час як права рука вільно звішена. Сіта носить каранда-корону.
Лакшмана — Він стоїть ліворуч від свого старшого брата Рами. У висоту він доходить до вух брата. Лакшмана багато прикрашений і тримає в двох своїх руках лук і стрілу.
Хануман — Мавпячий бог стоїть ледве праворуч навпроти Рами й у висоту доходить до грудей, пупка або стегна Рами. Має дві руки. Права рука розташована на вустах, у той час як ліва вільно звішена до рівня коліна.
Інші два брати Рами Бгарата і Шатругна також супроводжують його. Обидва мають по дві руки, у яких тримають луки й стріли.

## Мантра
Gayatri Mantra
Om Daserathayae Vidhmahe
Sita Vallabhaya Dheemahe
Tanno Rama Prachodayaath !